# Escrennes

Escrennes este o comună în departamentul Loiret din centrul Franței. În 1 ianuarie 2022 avea o populație de 711 de locuitori.